# Amidita de fluoresceína

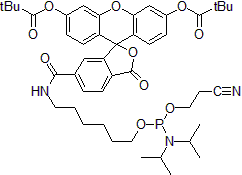
Fosforamiditos não-nucleosídeos para 5'-modificação de oligonucleosídos sintéticos.

Amidita de fluoresceína, abreviada como FAM (de fluorescein amidite, comercialmente disponível na versão 6-FAM, a qual é mostrada na figura), é um equivalente sintético importante do corante fluoresceína usado em síntese de oligonucleotídeos e biologia molecular.
FAM é usado na preparação de sondas de oligonucleotídeos marcados com fluoresceína para a detecção da presença do complementos ácidos nucleicos ou iniciadores para reação em cadeia da polimerase. Oligonucleotídeos marcados com fluoresceína a um dos términos e com um quencher ("desativação") no outro podendo servir como balizas moleculares.